# Soap (série télévisée)
Pour les articles homonymes, voir Soap.
Soap est une sitcom américaine en 85 épisodes de 25 minutes, créée par Susan Harris et diffusée entre le 13 septembre 1977 et le 20 avril 1981 sur le réseau ABC. En France, la série a été diffusée à partir du 28 novembre 1984 sur Canal+.

## Synopsis
Parodie des soap operas, cette série met en scène les mésaventures des familles délirantes de deux sœurs, les Tate et les Campbell.

## Distribution
note : Seulement deux saisons ont été doublées en français.
- Katherine Helmond (VF : Claude Chantal) : Jessica Tate
- Robert Mandan (VF : Roger Carel) : Chester Tate
- Jimmy Baio (VF : Jackie Berger puis Thierry Bourdon) : Billy Tate
- Diana Canova (VF : Amélie Morin puis Marie-Laure Beneston) : Corinne Tate Flotsky
- Sal Viscuso : Father Timothy Flotsky
- Jennifer Salt (VF : Françoise Pavy) : Eunice Tate-Leitner
- Donnelly Rhodes : Dutch Leitner
- Arthur Peterson, Jr. (VF : René Bériard) : The Major
- Nancy Dolman : Annie Selig Tate
- Cathryn Damon (VF : Julia Dancourt) : Mary Campbell
- Richard Mulligan (VF : Serge Lhorca) : Burt Campbell et X-23
- Jay Johnson : Chuck and Bob Campbell
- Robert Urich : Peter Campbell
- Robert Guillaume (VF : Sady Rebbot) : Benson DuBois
- Ted Wass (VF : Maurice Sarfati) : Danny Dallas
- Billy Crystal (VF : Jean-Pierre Leroux) : Jodie Dallas
- Dinah Manoff : Elaine Lefkowitz-Dallas
- Jenna Kay Starr : Wendy Dallas
- Musique : George Aliceson Tipton

## Récompenses
- Emmy Award 1978 : Meilleure direction artistique pour une série comique
- Emmy Award 1979 : Meilleur acteur dans un second rôle pour Robert Guillaume
- Emmy Award 1980 : Meilleur acteur dans une série comique pour Richard Mulligan
- Golden Globe Award 1981 : Meilleure actrice dans une série comique pour Katherine Helmond